# Megaselia differens
Megaselia differens är en tvåvingeart som beskrevs av Schmitz 1948. Megaselia differens ingår i släktet Megaselia och familjen puckelflugor. Arten är reproducerande i Sverige. Inga underarter finns listade i Catalogue of Life.